# It's ok to listen to the gray voice
It’s ok to listen to the gray voice is een studioalbum van Jan Garbarek Group. De “Group” is echter niet dezelfde als die het vorige album opnam. De gitarist is gewijzigd. Zat eerst Bill Frisell in de band, bij dit album was het David Torn. Torn heeft een agressievere manier van spelen dan Frisell. Het album is opgenomen in december 1984 in de Rainbow Studio van/door Jan Erik Kongshaug

## Inleiding
- Jan Garbarek – tenorsaxofoon, sopraansaxofoon
- David Torn – gitaar, gitaarsynthesizer, Yamaha DX7
- Eberhard Weber – bas
- Michael DiPasqua – slagwerk, percussie

## Muziek
- Alle muziek van Garbarek; titels zijn ontleend aan gedichten van Tomas Tranströmer.

| Nr. | Titel                                          | Duur |
| --- | ---------------------------------------------- | ---- |
| 1.  | White noise of forgetfulness                   | 8:22 |
| 2.  | The crossing place                             | 9:10 |
| 3.  | One day in may I go down to the sea and listen | 5:32 |
| 4.  | Mission: to be where I am                      | 8:08 |
| 5.  | It's ok to phone the island that is a mirage   | 5:49 |
| 6.  | It's ok to listen to the gray voice            | 4:41 |
| 7.  | I'm then knife-thrower’s partner               | 0:54 |